# Monte Obscuro
Monte Obscuro är en ort i Mexiko.   Den ligger i kommunen Minatitlán och delstaten Veracruz, i den sydöstra delen av landet, 500 km öster om huvudstaden Mexico City. Monte Obscuro ligger 58 meter över havet och antalet invånare är 285.
Terrängen runt Monte Obscuro är huvudsakligen mycket platt. Monte Obscuro ligger uppe på en höjd. Runt Monte Obscuro är det ganska glesbefolkat, med 29 invånare per kvadratkilometer. Närmaste större samhälle är Minatitlán, 18,4 km nordväst om Monte Obscuro. Omgivningarna runt Monte Obscuro är en mosaik av jordbruksmark och naturlig växtlighet.